# Euler D.II
Euler D.II là một loại tiêm kích một chỗ của Đức, kế thừa loại Euler D.I.

## Quốc gia sử dụng
German Empire

## Tính năng kỹ chiến thuật
Dữ liệu lấy từ:
Đặc điểm tổng quát
- Kíp lái: 1
- Chiều dài: 5,94m (19 ft 5⅞ in)
- Sải cánh: 7,47 m (24 ft 6 in)
- Chiều cao: 2,75 m (9 ft 0 in)
- Trọng lượng rỗng: 380 kg (838 lb)
- Trọng lượng có tải: 615 kg (1.356 lb)
- Động cơ: 1 × Oberusel U.I, 75 kW (100 hp)

 Hiệu suất bay 
- Vận tốc cực đại: 145 km/h (90 mph)
- Thời gian bay: 1,5 h

Trang bị vũ khí

- Súng: 1 x súng máy 7,92mm